# Formula 1 97
Formula 1 97 (conocido como Formula 1 Championship Edition en Estados Unidos) es un videojuego de carreras y la secuela del videojuego de 1996, el primer Formula 1. Es el segundo juego del campeonato de Fórmula 1, lanzado en 1997 en PlayStation y 1998 en PC. Desarrollado por Bizarre Creations y distribuido a través de Psygnosis, el juego representa la temporada de 1997 de F1. Fue el primero de la serie en tener un conductor específico en la portada: Michael Schumacher en su Ferrari aparece en la mayoría de las ediciones, mientras que Olivier Panis en su Prost en la edición francesa y Jean Alesi en su Benetton para la edición japonesa.

## Características y Jugabilidad
El juego incluye un modo Grand Prix, que fue diseñado para ser técnico y realista, y un modo arcade, dirigido a un público más amplio.
Formula 1 1997 admite carreras de dos jugadores a través de una pantalla dividida.

## Desarrollo
Formula 1 97 fue desarrollado por Bizarre Creations y distribuido por Psygnosis. Utiliza el mismo motor de juego que el original Formula 1, aunque el apartado gráfico de cada entrega por año, no tiene casi algún cambio. Psygnosis contactó al comentarista de ITV Murray Walker y organizó una reunión con los empleados de Bizarre Creations. Walker quedó impresionado con el desarrollo y firmó un acuerdo exclusivo con Psygnosis para grabar comentarios en inglés durante otros dos años.

## Recepción
Formula 1 97 fue un best-seller en el Reino Unido. En agosto de 1998, la versión de PlayStation del juego recibió un premio de ventas "Platinum" de Verband der Unterhaltungssoftware Deutschland (VUD), indicando las ventas de al menos 200,000 unidades en Alemania, Austria y Suiza.
El juego recibió críticas mayormente positivas por parte del público. IGN dio una calificación de 9.0 sobre 10 indicando que el juego es un "salto significativo" de la Fórmula 1. También recibió una calificación de 7.9 de GameSpot, diciendo que el juego había "enviado a PlayStation a una nueva era". Sin embargo, este fue el último juego de Fórmula 1 realizado por el equipo Bizarre Creations, que pasó a crear el exitoso Metropolis Street Racer para Dreamcast y Project Gotham Racing  para Xbox. La Official UK PlayStation Magazine dijo que fue una gran mejora en todos los aspectos sobre el juego anterior, y que el motor de gráficos es más rápido, funcionando a 25 fps, incluso con una docena de autos en la pantalla. El mayor detalle es más evidente en el modo Grand Prix. Todos los autos ahora son completamente deformables, y quedan restos de escombros en la pista. El juego ofrece la frase de: "Prepárate para ser aturdido".